# Dagfinn Vårvik
Dagfinn Vårvik (8 juin 1924 - 25 mars 2018) est un homme politique norvégien du Parti du centre. 

## Biographie
Il est né dans la municipalité de Leinstrand. Il obtient un diplôme en économie en 1951. Il est représentant adjoint d'Akershus au Parlement norvégien entre 1961 et 1965. Il travaille au journal Nationen de 1961 à 1991, en tant que journaliste, à l'exception de la période de 1963 à 1988 où il est rédacteur en chef. D'août à septembre 1963, il est ministre des Finances au sein du gouvernement de centre-droit de courte durée Lyng.
Il est ensuite ministre des Salaires et des Prix de 1965 à 1971 sous le gouvernement Borten, et ministre des Affaires étrangères de 1972 à 1973 sous le gouvernement Korvald. Il est membre adjoint du conseil municipal d'Oslo de 1971 à 1975 et président du Parti du centre de 1973 à 1977.
Vårvik est décédé le 25 mars 2018 à l'âge de 93 ans.